# Test pokrycia ścieżek
Test pokrycia ścieżek (C2-Test) – jeden z rodzajów testu pokrycia. Są w nim rozpatrywane możliwe ścieżki od wierzchołka startowego do wierzchołka końcowego.
- C2a – kompletny test pokrycia ścieżek – testowane są wszystkie możliwe ścieżki. Problem: w programach z pętlami może być nieskończenie wiele ścieżek.
- C2b – boundary-interior test pokrycia ścieżek – w zasadzie jak C2a-Test, z tym że liczba powtórzeń pętli jest zredukowana do ≤ 2.

Rozpatruje się 2 grupy ścieżek pod względem wykonywania pętli:
1. Boundary test
  - żadna pętla nie jest wykonywana
  - każda pętla jest raz wykonywana i wszystkie ścieżki wewnątrz pętli są raz wykonane
2. Interior- test
  - wnętrze pętli uważa się za przetestowane, jeśli zostały wykonane wszystkie ścieżki, które są możliwe przy dwukrotnym powtórzeniu pętli

- C2c – strukturalny test pokrycia ścieżek – w zasadzie jak C2b-test, z tym że liczba powtórzeń pętli jest zredukowana do podanej liczby naturalnej n.

## Zalety
- wysoki współczynnik wykrywalności błędów

## Wady
- nieosiągalne ścieżki ze względu na warunki